# The Heavy
The Heavy — британская инди-рок-группа из города Бат, Англия, образовавшаяся в 2007 году и подписавшая контракт с Ninja Tune и компанией Bad Son Recording. В состав группы входят Кельвин Сваби, Дэниэл Тейлор, Спенсер Пейдж и Крис Эллул. Они выпустили шесть студийных альбомов, а также множество синглов.

## История
Будущие основатели The Heavy Дэниэл Тейлор (гитара) и Кельвин Сваби (вокал) подружились в конце 90-х годов. К 2007 году группа сформировала постоянный состав, в который также вошли Крис Эллул (ударные) и Спенсер Пейдж (бас-гитара). 
После этого под лейблом Ninja Tune в Англии были выпущены несколько синглов и дебютный студийный альбом под названием Great Vengeance and Furious Fire. Выпуск альбома в США состоялся в начале 2008 года.
26 марта 2008 года Heavy были названы группой дня журналом Spin. 
Группа также была упомянута в "Горячем списке" Rolling Stone в мае 2008 года. 
Играли на музыкальном фестивале 2008 South By Southwest (SXSW) на 89.3 The Current Stage и получили одну из лучших наград Discovery[прояснить] в журналах Spin Magazine «Лучшие и худшие SXSW 2008»
The Heavy появились на альбоме Johnny Cash Remixed 2009 года, с версией «Doing My Time». 

2 октября 2009 года их второй альбом The House That Dirt Built был выпущен на Counter Records. 

Третий альбом The Glorious Dead был выпущен 21 августа 2012 года на Counter Records / Ninja Tune. Группа провела обширную гастрольную поездку по США в августе-сентябре 2012 года, при спонсорстве американской пивной компании Miller Lite; в октябре-ноябре 2012 группа также имела ряд европейских гастролей в поддержку альбома. 
1 апреля 2016 года The Heavy выпустили свой четвёртый альбом Hurt & the Merciless.

## Дискография
| Студийные альбомы - Great Vengeance and Furious Fire (2007) - The House That Dirt Built (2009) - The Glorious Dead (2012) - Hurt & the Merciless (2016) - Sons (2019) - AMEN (2023) Мини-альбомы: - How You Like Me Now (2010) Сборники: - Verve Remixed Christmas (2008) - Johnny Cash Remixed (2009) - Contraband — Original Motion Picture Soundtrack (2012) | Синглы: - «That Kind of Man» (2007) - «Set Me Free» (2008) - «Oh No! Not You Again!» (2009) - «Sixteen» (2009) - «How You Like Me Now?» (2009) - «No Time» (2009) - «Short Change Hero» (2009) - «What Makes a Good Man?» (2012) - «Curse Me Good» (2012) - «Can’t Play Dead» (2012) - «Same Ol’» (2014) |